# 조선민주주의인민공화국 국가과학기술위원회
조선민주주의인민공화국 국가과학기술위원회(朝鮮民主主義人民共和國 國家科學技術委員會)는 과학기술 정책 목표 및 전략 수립, 군사시설 개량, 과학기술 기본 계획, 연구 개발 사업의 투자 방향 지도 감독, 국가 연구 개발 사업의 성과 평가 및 성과 활용 지원을 관장하는 조선민주주의인민공화국의 내각 중앙 행정 기관이다.